# 弗勞恩科格爾山 (格拉茨高地)
47°05′32″N 15°22′15″E / 47.0922051°N 15.3707111°E

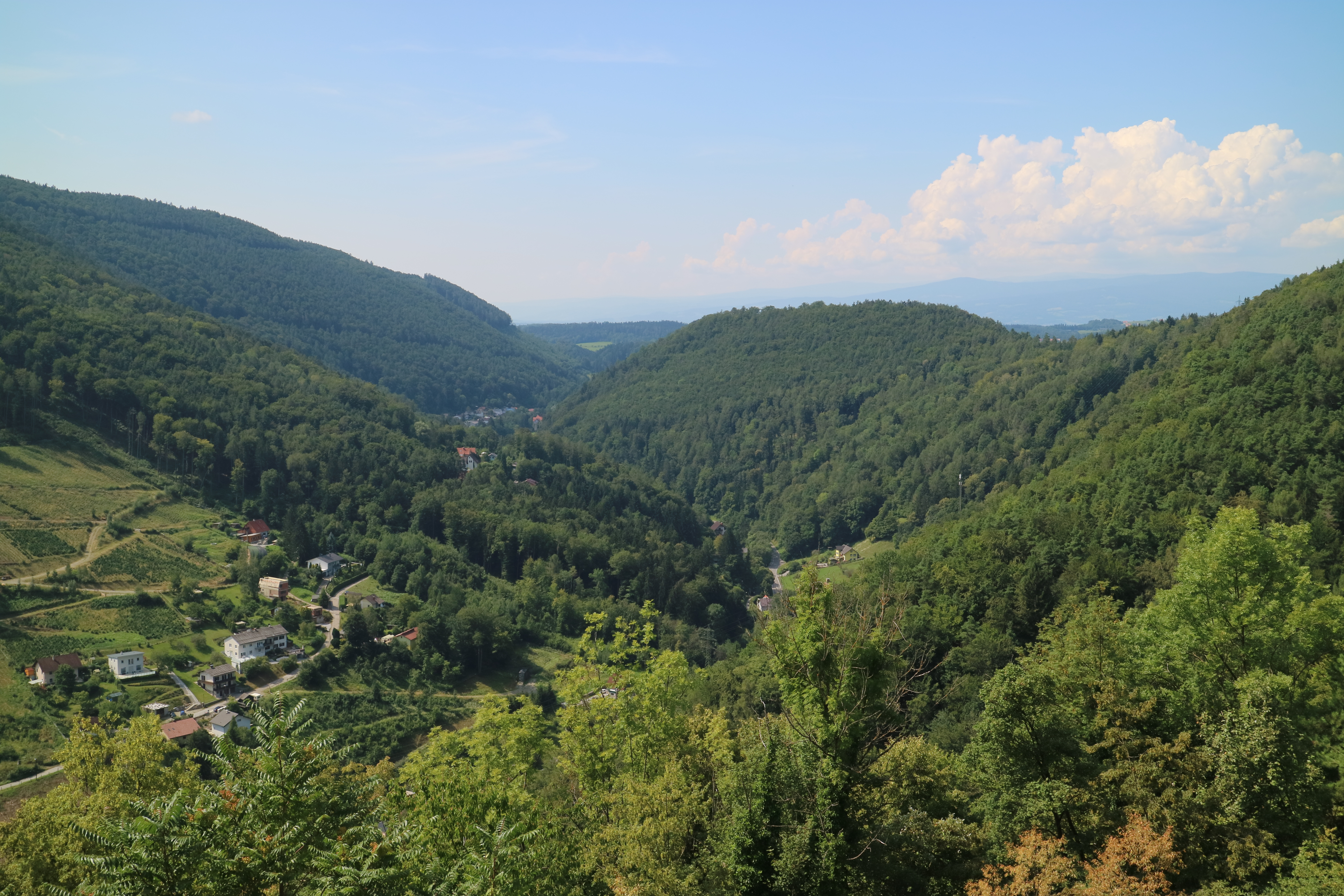

弗勞恩科格爾山（德語：Frauenkogel），是奧地利的山峰，位於該國東南部，由施泰爾馬克州負責管轄，屬於格拉茨高地的一部分，海拔高度561米，每年平均降雨量1,671毫米。